# Furacão Carol
O Furacão Carol foi um dos piores ciclones tropicais já registrado a atingir a região da Nova Inglaterra nos Estados Unidos. Ele se desenvolveu a partir de uma onda tropical que estava próxima às Bahamas em 25 de agosto de 1954, e, lentamente, se fortaleceu enquanto se movia em direção noroeste. Em 27 de agosto, Carol se intensificou ainda mais e atingiu ventos de 170 km/h. O fenômeno depois foi enfraquecendo até que um forte cavado de baixa pressão mudou a rota do furacão para nordeste, dando a Carol status de grande furacão. Enquanto se movimentava paralelo à costa sudeste americana, a tempestade produziu ventos fortes e mar agitado que causaram inundações no litoral e pequenos danos a casas na Carolina do Norte, Virgínia, Washington, DC, Delaware e Nova Jérsei. Bem organizado, o furacão acelerou em sentido norte-nordeste e atingiu a costa em Long Island, Nova Iorque e no Connecticut em 31 de agosto, próximo ao seu pico de intensidade. Logo no início do dia seguinte, Carol sofreu transição para um ciclone extratropical sobre New Hampshire.
No estado de Nova Iorque, os ventos fortes em Long Island danificaram cerca de 1 000 casas, deixando 275 mil pessoas sem energia elétrica, muitas árvores foram derrubadas, e houve grandes grandes perdas nas lavouras. A tempestade inundou o Aeroporto de LaGuardia e a Montauk Highway, o que deixou a parte leste de Long Island isolada. Carol também trouxe ventos fortes e mar agitado para a Nova Inglaterra. Em toda a região, cerca de 150 mil pessoas ficaram sem energia elétrica e serviços de telefonia. Mais de 1 500 casas foram destruídas e outras 9 720 danificadas. Cerca de 3 500 carros e 3 000 barcos foram destruídos. Houve 65 mortes e 1 000 feridos na Nova Inglaterra. No geral, Carol causou 68 mortes e os danos materiais totalizaram cerca de 460 milhões de dólares (em valores de 1954), tornando-se o furacão mais caro na história dos Estados Unidos até então. Devido ao grande impacto, o nome Carol foi "aposentado" depois da tempestade, tornando-se o primeiro nome a ser removido das listas de possíveis nomes de ciclones tropicais na bacia do Atlântico.